# Marge dinàmic lliure d'espuris

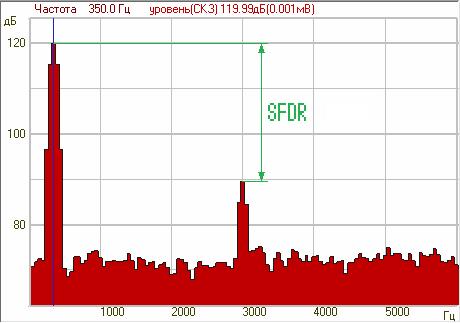
Marge dinàmic lliure d'espuris

El marge dinàmic lliure d'espuris (o SFDR de l'anglès spurious-free dynamic range) és la proporció entre la potència del senyal fonamental i la potència del senyal espuri més fort a la sortida. També es defineix com una mesura per especificar els receptors de convertidors analògic- digital i de convertidors digital-analògic (ADCs i DACs, respectivament) i els auriculars radiofònics.
L'SFDR és definit com la proporció entre el valor de la potència mitjana de l'ona portadora (el component màxim senyal) a l'entrada de l'ADC o a la sortida del DAC i el valor mitjà del soroll més gran proper o el component de distorsió harmònica (que és referit com “espuri”) a la sortida. L'SFDR es sol mesurar en dBc (decibels respecte la portadora, carrier en anglès) o en dBFS (decibels a escala completa). En funció de la condició d'anàlisi, l'SFDR és observat en una finestra de freqüències establerta prèviament o des de freqüències contínues fins a la freqüència de Nyquist del convertidor.
En el cas d'una aplicació d'un receptor de ràdio, la definició és lleugerament diferent. La referència és el nivell del mínim senyal detectable a l'entrada d'un auricular, que es pot calcular si se sap la xifra de soroll i l'amplada de banda del senyal a l'entrada de l'auricular o el sistema. La diferència entre aquest valor i el nivell d'entrada que produirà distorsions al senyal iguals al nivell mínim detectable és l'SFDR del sistema. Tanmateix, aquest procediment és principalment fiable per ADCs. En sistemes de RF, en què els senyals espuris a la sortida són una funció no lineal de la potència d'entrada, calen prendre mesures més precises per tenir en compte aquest efecte de no linialitat en potència.
{\displaystyle DR_{f}(dB)={\tfrac {2}{3}}(P_{3}-N_{0})}
On {\displaystyle P_{3}} és el punt d'intercepció de tercer ordre i {\displaystyle N_{0}} és el terra de soroll del component, expressat en dB o en dBm.